# Помаранчевий солдат (фільм, 1977)
«Помаранчевий солдат» (нід. Soldaat van Oranje IPA: [sɔlˈdaːt fɑn oːˈrɑɲə]) — бельгійсько-нідерландський романтичний воєнний художній фільм 1977 року режисера Пола Верговена. Основою для фільму послужила однойменна книга Еріка Газельгофа Рольфзема.

## Сюжет
Фільм розповідає про німецьку окупацію Голландії під час Другої світової війни. Чотверо студентів з Лейдена: Ерік Лансгоф (Рутгер Гауер), Гус Лежен (Ерун Краббе), Ян Вайнберг (Геб Ройманс) і Алекс (Дерек де Лінт) опиняються в непростих умовах воєнного часу. Після капітуляції Нідерландів одні обирають повстання та чинять опір окупантам, інші зраджують і співпрацюють з ворогами.

## Ролі виконують
- Рутгер Гауер — Ерік Лансгоф, студент, що приєднавсяся до опору
- Ерун Краббе — Гус Лежен, друг Еріка, який також приєднався до опору
- Едвард Фокс — полковник Рафеллі, британський офіцер, який керує місіями Еріка і Гуса
- Геб Ройманс[nl] — студент Ян Вайнберг, боксер
- Дерек де Лінт[nl] — студент Алекс
- Лекс ван Дельден[en] — Ніко, ще один студент
- Еді Габбема —  Роббі Фрост

## Нагороди
- 1979 : Премія Асоціації кінокритиків Лос-Анджелеса:
  - за найкращий фільм іноземною мовою[en] — Пол Верговен